# Hypnum salicinum
Hypnum salicinum là một loài Rêu trong họ Hypnaceae. Loài này được (Schimp.) Boulay mô tả khoa học đầu tiên năm 1884.